# Green Bay Metro
 (décembre 2022).
Si vous disposez d'ouvrages ou d'articles de référence ou si vous connaissez des sites web de qualité traitant du thème abordé ici, merci de compléter l'article en donnant les références utiles à sa vérifiabilité et en les liant à la section « Notes et références ».

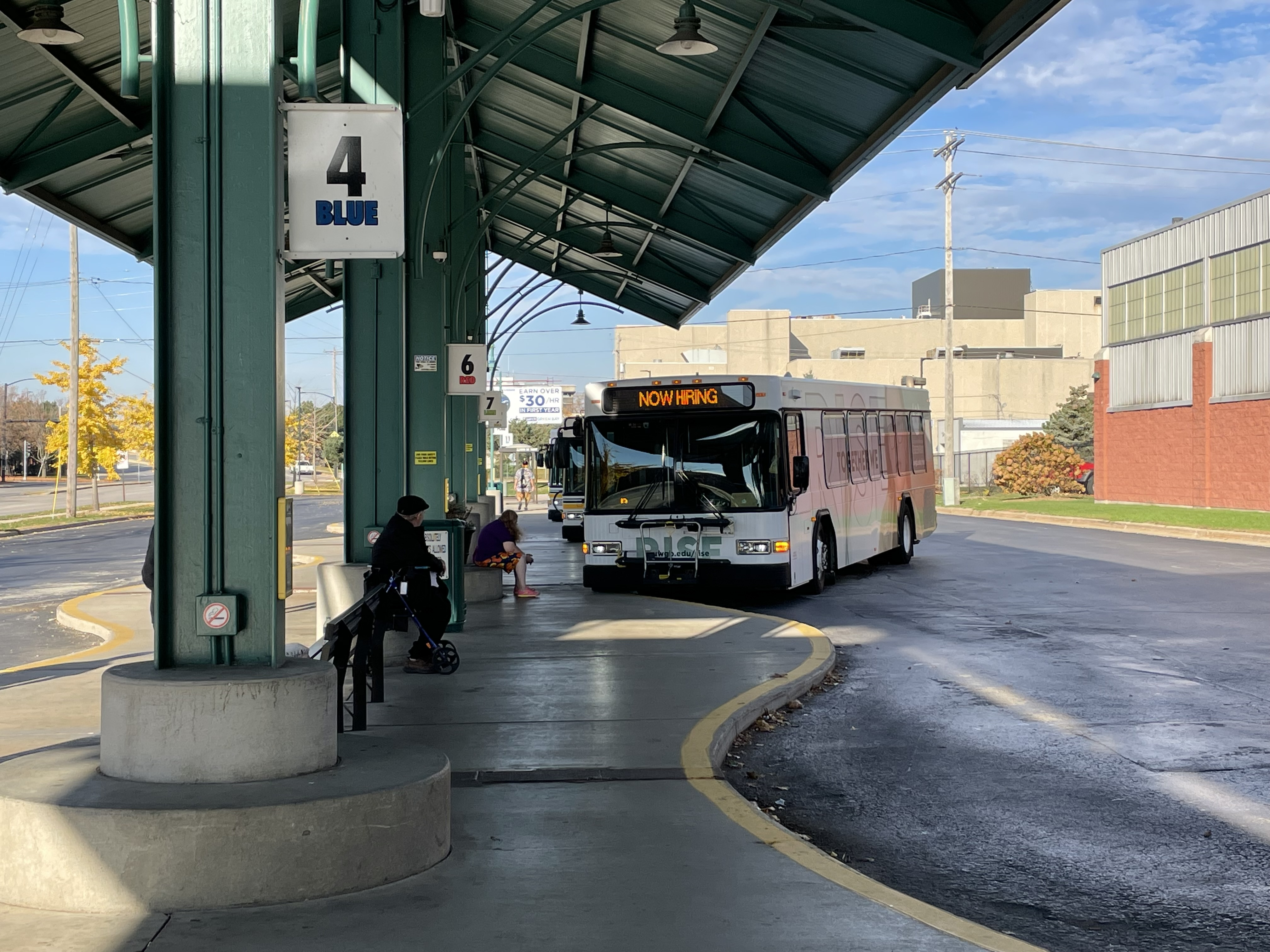
Le bus de la ville arrivant à une station.

Green Bay Metro, anciennement connus sous le nom de Green Bay Transit est le système de transports en commun de la ville de Green Bay (Wisconsin).

## Arrêts
- 1 - East Mason Street
- 2 - Main Street
- 3 - Mather Street
- 4 - Shawano Avenue
- 5 - Downtown Green Bay/Bay Beach Amusement Park
- 6 - West Mason Street/NWTC
- 7 - UWGB/Schmitt Park
- 8 - Monroe Avenue
- 9 - Ninth Street
- 10 - Velp Avenue
- 11 - Allouez/De Pere
- 12 - Ashwaubenon/Green Bay
- 14 - Edison Middle School
- 15 - Libal Street/De Pere
- 16 - Oneida Gaming

- 61 - Syble Hopp School
- 62 - Kennedy Elementary School 1
- 63 - Kennedy Elementary School 2
- 74 - Southwest High School 1
- 75 - Southwest High School 2
- 80 - ASPIRO